# 天城山猪太夫
天城山 猪太夫（あまぎやま いだゆう、1906年8月17日 - 1997年9月23日）は、静岡県田方郡伊東町（現在の伊東市）出身で友綱部屋所属の元大相撲力士。本名は石川 徳郎（いしかわ とくろう）。身長185cm、体重98kg。得意手は左四つ、吊り。最高位は東前頭17枚目。

## 来歴
1925年（大正14年）1月場所に本名で初土俵。1927年（昭和2年）1月場所から10月場所まで兵役のために番付から消え、1928年（昭和3年）1月場所に三段目格で復帰する。1932年（昭和7年）2月場所、春秋園事件による繰上げ番付で新十両、1936年（昭和11年）5月場所に新入幕を果たすが3勝8敗に終わり、幕内在位はこの場所1場所限りであった。身長を活かした吊り上げる相撲を得意としたが、とりわけ目立った特長もなく成績もいたって平凡なものであり、1938年（昭和13年）1月場所限りで引退し、年寄・東関を襲名した。
引退後は立浪部屋の部屋付き親方となり、温厚な人柄と明晰な頭脳を買われて、勝負検査役をはじめ1960年（昭和35年）から1968年（昭和43年）まで4期8年にわたって理事を務め、この間大阪場所担当として手腕をふるった。現役時代よりも年寄時代に真価を発揮し、1971年（昭和46年）8月に日本相撲協会を停年退職した。
1997年9月23日に91歳の高齢で死去。1961年1月1日に年寄65歳停年制が施行されて以降に停年を迎えた年寄の中で唯一90歳を越えた人物であり、当然停年退職した親方の中では最長寿であった。

## 主な成績
- 幕内成績：3勝8敗　勝率.273
- 幕内在位：1場所

## 幕内対戦成績
| 力士名 | 勝数 | 負数 | 力士名 | 勝数 | 負数 | 力士名 | 勝数 | 負数 | 力士名 | 勝数 | 負数 |
| ------ | ---- | ---- | ------ | ---- | ---- | ------ | ---- | ---- | ------ | ---- | ---- |
| 綾川   | 0    | 1    | 五ツ嶋 | 0    | 1    | 射水川 | 1    | 0    | 大浪   | 1    | 0    |
| 大八洲 | 0    | 1    | 太刀若 | 0    | 1    | 三熊山 | 0    | 1    |        |      |      |

## 改名歴
- 天木山 徳郎（あまぎやま とくろう）1925年1月場所-1931年10月場所
- 初嶋 徳郎（はつしま -）1932年2月場所-1933年5月場所
- 天城山 猪太夫（あまぎやま いだゆう）1934年1月場所-1938年1月場所（引退）

## 年寄変遷
- 東関 猪太夫（あずまぜき いだゆう）1938年1月-1971年8月16日